# Vuelo 134 de Coulson Aviation
El 23 de enero de 2020, el vuelo 134 de Coulson Aviation un Lockheed EC-130Q Hercules, propiedad de Coulson Aviation, se estrelló mientras realizaba maniobras de extinción de incendios para el Servicio de Bomberos Rurales de Nueva Gales del Sur durante los graves incendios forestales en Australia de 2019. Los tres tripulantes a bordo murieron por el fuerte impacto. Las víctimas eran residentes estadounidenses que se encontraban en Australia para ayudar a combatir numerosos incendios forestales que afectaban en la región.

## Misión del vuelo
Los incendios forestales en Australia desde 2019 al 2020 provocaron la destrucción de más de 2000 viviendas, la quema de 24,3 millones de hectáreas de terreno y 34 muertes en la costa este de Australia. Se utilizaron muchos aviones pequeños y grandes tanto para la extinción aérea del fuego como para proporcionar a los servicios de emergencia información sobre el incendio.
El 23 de enero de 2020, alrededor de las 11 a. m., el Centro de Operaciones Estatales del Servicio de Bomberos Rurales (RFS) de Nueva Gales del Sur (NSW) asignó dos aviones cisterna y un avión de observación desde la Base aérea RAAF Richmond a Adaminaby debido al creciente peligro de incendios en aquel municipio y las propiedades rurales amenazadas por la propagación de las llamas debida a los fuertes vientos y condiciones climáticas.

## Aeronave
El vuelo 134 era un Lockheed EC-130Q Hercules, registrado como N134CG, perteneciente a Coulson Aviation (Australia) Pty Ltd y fabricado por Lockheed Corporation en 1981. Estaba propulsado por cuatro motores turbohélice Allison T56 -A-15. El avión era anteriormente propiedad de la Marina de los Estados Unidos, que lo transfirió a la NASA en 1992 para su almacenaje. Después, Coulson Aviation lo adquirió y modernizó el avión en 2018 para combatir incendios en zonas de riesgo en Australia. El C-130 tenía instalado un sistema de tanque de extinción de incendios con capacidad para 15 000 litros. La aeronave estuvo en servicio por un tiempo total de 11 888 horas, 683 de las cuales se dedicaron a combatir incendios desde su conversión para este fin.
El avión permaneció en Australia debido al acuerdo estacional que el Servicio de Bomberos Rurales de Nueva Gales del Sur tenía con Coulson Aviation de Canadá antes de la temporada de incendios forestales en Australia.

## Tripulación
Los tres fallecidos eran residentes estadounidenses que trabajaban en Australia para ayudar a extinguir los incendios forestales del verano que consumían grandes áreas en Australia.
El capitán era Ian McBeth, vivía en Montana y laboraba como piloto en la Guardia Nacional Aérea de Wyoming de los Estados Unidos y en la Guardia Nacional Aérea de Montana, trabajando en el área de extinción de incendios. McBeth trabajaba para Coulson Aviation desde 2014 y estaba volando en su último turno en el momento del accidente. McBeth tenía 4010 horas de experiencia de vuelo y 3010 en el C-130. También había completado 994 lanzamientos de aviones cisterna a lo largo de su carrera como piloto.
El copiloto era Paul Hudson, empleado del Cuerpo de Marines de los Estados Unidos durante 20 años antes de retirarse como teniente coronel en 2019. Hudson se unió a Coulson Aviation en septiembre de 2019; tenía una experiencia total de vuelo de 1744 horas y alrededor de 1364 horas en el C-130. Hudson voló a Australia el 1 de diciembre de 2019 para participar en su primera temporada de incendios y en desde entonces había volado alrededor de 85 horas.
Rick DeMorgan, el ingeniero de vuelo, laboró en la Fuerza Aérea de los Estados Unidos durante 24 años y completó trece despliegues militares en Irak y Afganistán. DeMorgan se unió a Coulson Aviation en noviembre de 2019 y estaba volando en su primera temporada de incendios; tenía una experiencia de 4050 horas en el C-130 como ingeniero de vuelo.

## Accidente

### Vuelo N137CG

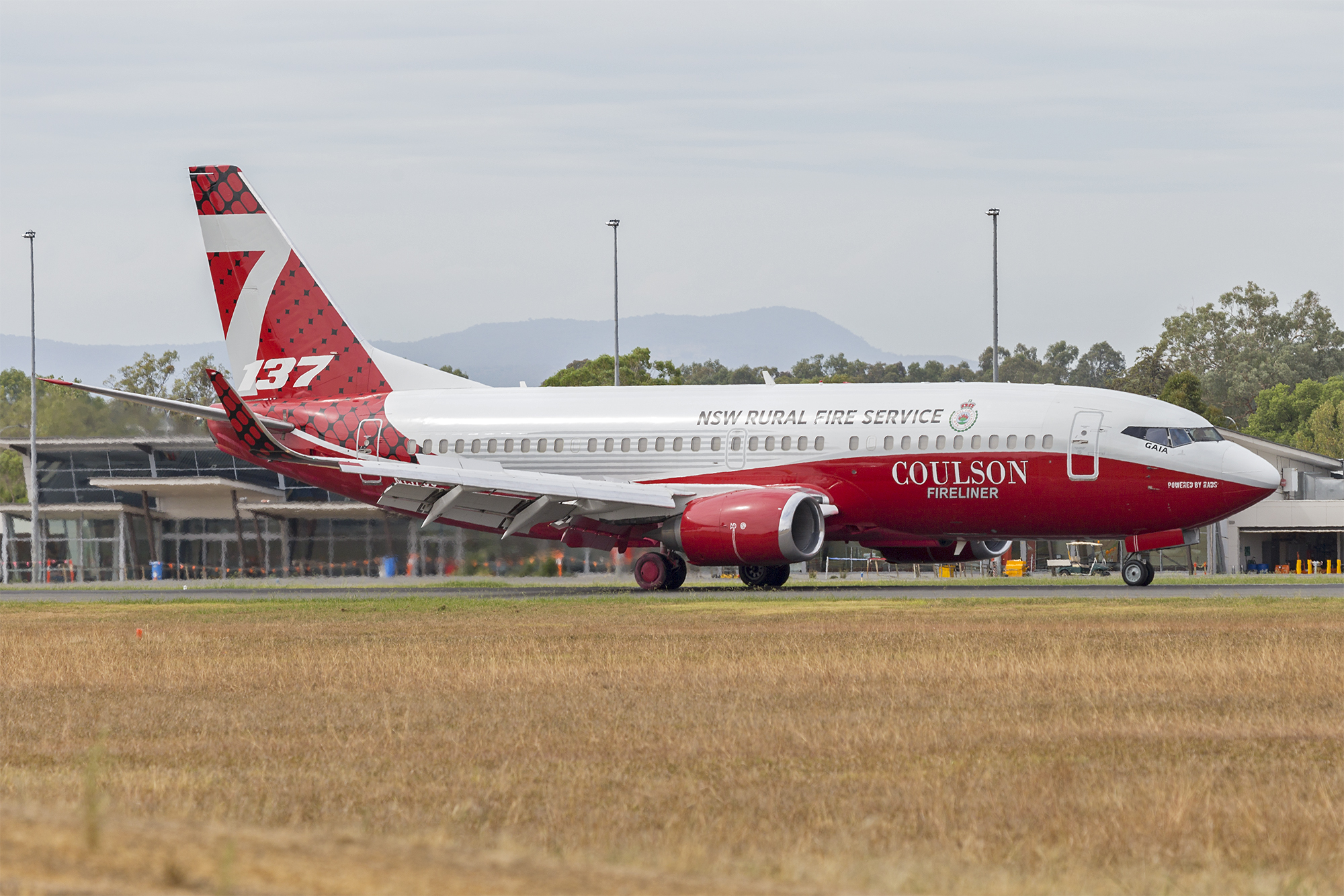
N137CG, El vuelo guía en el momento del accidente del vuelo 134 en marzo de 2019.

El vuelo 137 (B137), Un Boeing 737 registrado como N137CG, fue uno de los dos aviones cisterna procedentes de la Base aérea RAAF Richmond. Despegó a las 11:27 a. m. y llegó al Adaminaby alrededor de las 11:55 a. m.. La tripulación realizó un patrón de espera en la zona prevista de lanzamiento durante unos 25 minutos debido a las condiciones meteorológicas y a la presencia de bomberos. Durante el vuelo, la tripulación del vuelo B137 se encontró con una alerta de cizalladura en el sistema informático de la aeronave que alertaban de vientos que podían provocar una turbulencia incontrolada. Los pilotos del Boeing 737 informaron de vientos de 50 nudos (93 km/h) a 240 m sobre el nivel del suelo y vientos de 69 km/h a 61 m. Después de desplegar finalmente la carga retardante de fuego, el vuelo 137 abandonó el lugar del incendio alrededor de las 12:25 p. m. y el capitán del vuelo recomendó la cancelación de los próximos despliegues en el área debido a las «horribles» condiciones climáticas. Luego, la tripulación del vuelo B137 recibió una solicitud para recargar el avión con retardante en Canberra y regresar a la zona afectada en Adaminaby. El capitán respondió que no regresarían al lugar del incendio porque «los vientos se estaban volviendo demasiado fuertes y la visibilidad era baja».

### Vuelo 134

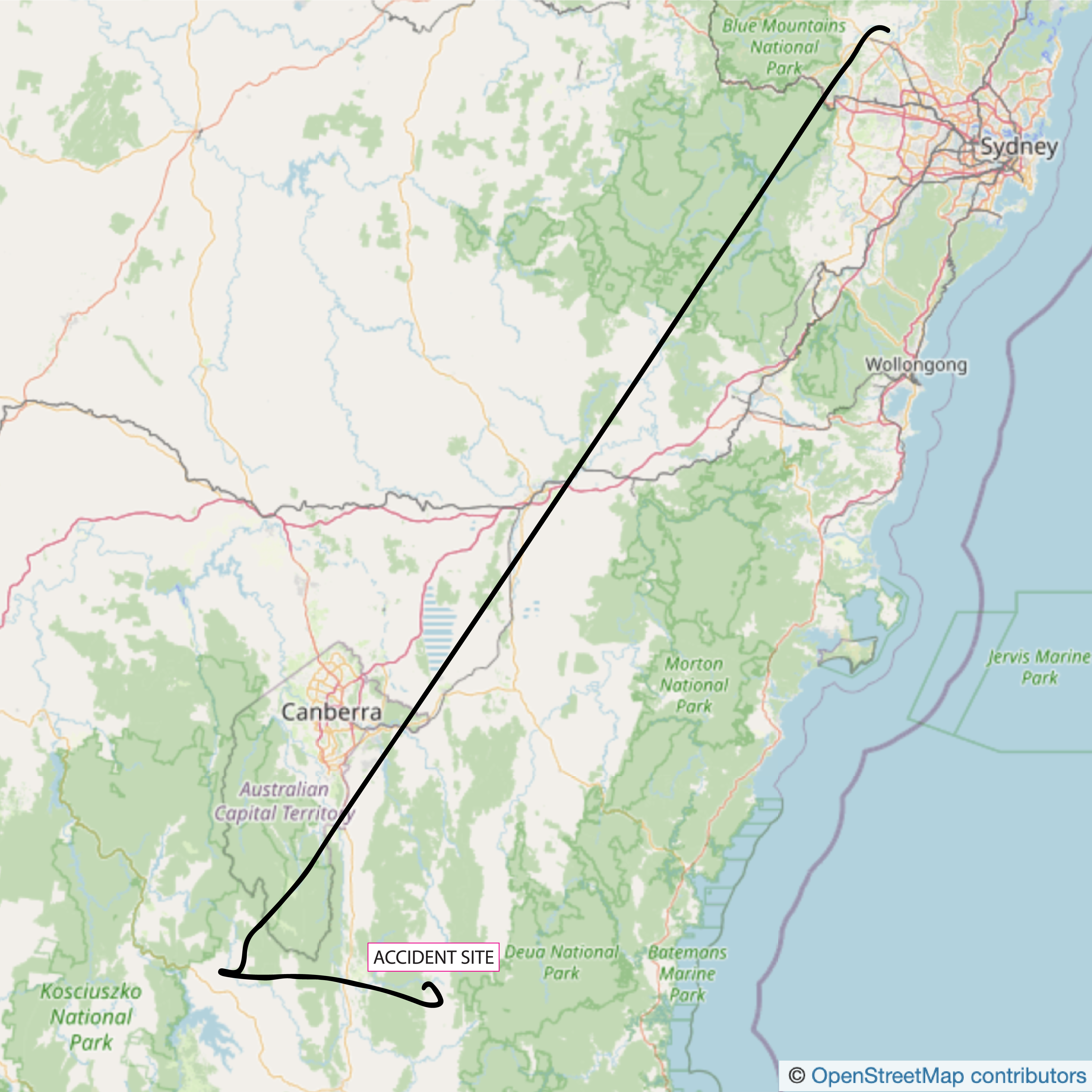
Ruta de vuelo del 134

El segundo avión cisterna, el vuelo 134 identificado como B134, un Lockheed EC-130Q Hercules con registro N134CG,  despegó de la Base aérea RAAF Richmond con sus tres tripulantes a bordoalrededor de las 12:05 p. m.. Aproximadamente a las 12:35 p. m., mientras se dirigía al lugar del incendio, el capitán del Boeing 737 se puso en contacto con el piloto del vuelo 134 para informales que, debido a los fuertes vientos, no regresarían al lugar del incendio. Durante este intercambio, el capitán del vuelo 134 preguntó al piloto del Boeing 737 sobre las condiciones del clima. Con esta información, la tripulación decidió evaluar las condiciones por sí mismos. Después de llegar al lugar del incendio de Adaminaby alrededor de las 12:51 p. m., el vuelo 134 realizó varios patrones de espera a una altitud de alrededor de 610 m y decidió que las condiciones eran demasiado inseguras para un despliegue de retardante. Alrededor de las 12:55 p. m., la tripulación informó al Centro de Control de Incendios de Cooma su decisión de regresar a la base aérea RAFF.
Posteriormente, el Centro de Control de Incendios de Cooma proporcionó a la tripulación la ubicación de un incendio en el municipio Good, a unos 58 km al este de Adaminaby. El Centro de Control de Incendios solicitó a la tripulación del vuelo 134 que buscara objetivos en riesgo con el fin de proteger las estructuras y propiedades cerca de Peak View. Alrededor de las 12:59 horas, la tripulación informó al control de tráfico aéreo de sus nuevas coordenadas en el municipio de Good. Alrededor de la 1:07 p. m., el C-130 llegó al área de lanzamiento y después de completar dos patrones de espera comunicó al Centro de control de incendios que estaban preparados para continuar con el lanzamiento de retardante. A la 1:15:15 p. m., la tripulación liberó alrededor de 4500 litros de retardante a 58 m. Luego, la aeronave comenzó a ascender hasta a unos 100 m, donde comenzó a inclinarse bruscamente desde un ángulo de banqueo de unos 18 grados hacia la izquierda hasta 6 grados hacia la derecha. A las 13:15:32 horas la aeronave comenzó a caer con un alabeo hacia la izquierda. Alrededor de las 13:15:37 horas, la aeronave chocó contra el suelo creando una fuerte explosión. Los tres tripulantes a bordo murieron y el C-130 quedó completamente destruido. El controlador de tráfico aéreo declaró que los pilotos no hicieron ninguna llamada de emergencia antes del impacto.

## Investigación

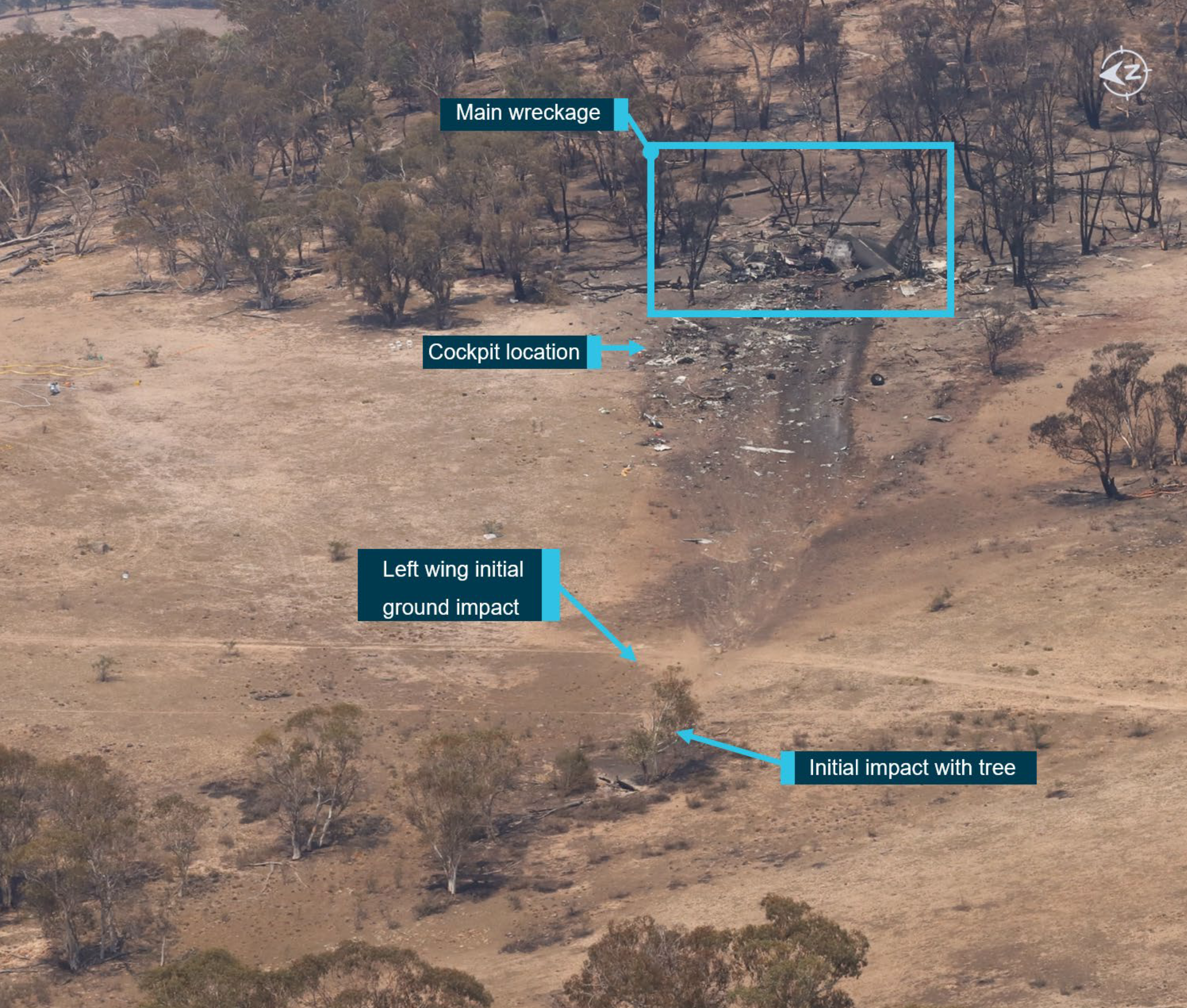
Descripción general del lugar del accidente que muestra el rastro de los restos.

La investigación estuvo a cargo de la Oficina de Seguridad en el Transporte de Australia (ATSB). Los investigadores llegaron al lugar del accidente cerca de Peak View, Nueva Gales del Sur, y el rastro de escombros se distribuía linealmente por unos 180 m de terreno. El examen in situ descubrió que la aeronave chocó contra unos árboles antes de estrellarse contra el suelo. Un intenso incendio alimentado por el combustible destruyó la aeronave posteriormente al impacto. No hubo evidencia de daños estructurales, desintegración en vuelo o fallas mecánicas previos al impacto.

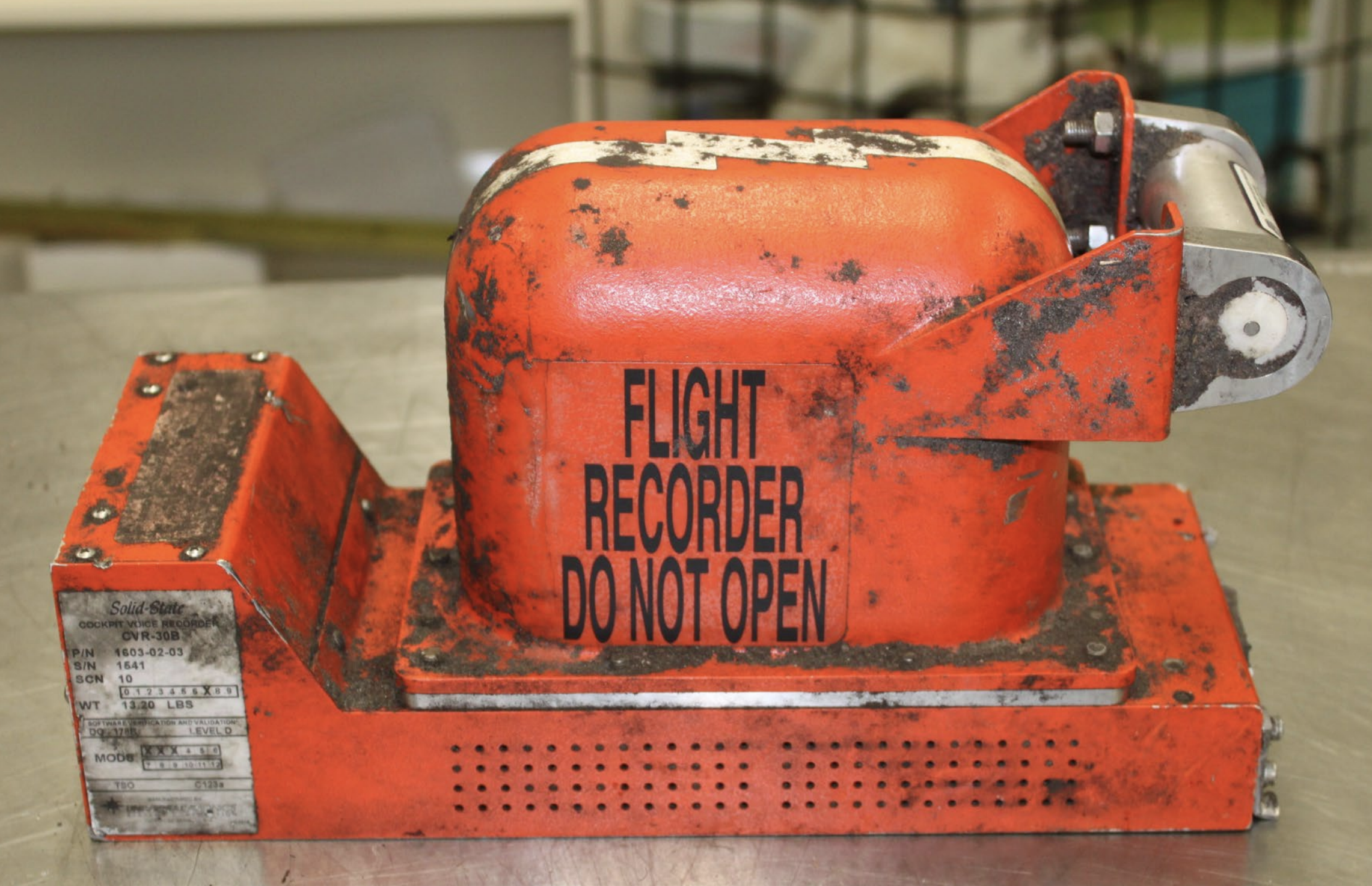
Grabadora de voz de cabina recuperada de los restos del avión

La grabadora de voz de la cabina del C-130 no registró los datos del vuelo el día del accidente. Cuando se descargaron los datos, la ATSB encontró 31 minutos de datos de audio de un vuelo del año anterior. Es probable que un interruptor inercial de la unidad se activara durante un aterrizaje del C-130 y, en consecuencia, se desconectara la alimentación del dispositivo.

## Causa
La investigación de la ATSB identificó los siguientes factores que contribuyeron al accidente:
- Las condiciones climáticas peligrosas, incluidas fuertes ráfagas de viento y actividad de olas de aire de montaña, produjeron turbulencias que también se vieron exacerbadas por el incendio y el terreno local.

- El Servicio de Bomberos Rurales de Nueva Gales del Sur (NSW RFS) continuó con el ejercicio a pesar de que ninguna otra aeronave siguió en vuelo debido a las condiciones meteorológicas. Además, el NSW RFS delegó al piloto al mando la evalución de la viabilidad de la tarea sin proporcionarles toda la información disponible para tomar una decisión sobre la seguridad del vuelo.

- Una vez que la tripulación de la aeronave concluyó que lanzar el retardante de fuego en Adaminaby no era seguro debido a las malas condiciones climáticas, continuaron a Good en condiciones similares.

- Después de la caída parcial del retardante y el viraje a la izquierda, es muy probable que el avión se viera sometido a una cizalladura a baja altura y a un fuerte viento de cola, lo que habría reducido el rendimiento del ascenso del C-130. Aunque se encontraba a baja altura y velocidad aerodinámica, es probable que el avión entrara en pérdida, lo que provocó una colisión con el terreno.

La investigación de la ATSB también identificó los siguientes factores que aumentaron los niveles de riesgo asociados con el vuelo:
- Es muy probable que la tripulación del avión no supiera que el avión de observación había cesado sus operaciones en la zona debido a las peligrosas condiciones ambientales.

- Debido al limitado tiempo de reacción disponible para la tripulación, el resto de la carga retardante de fuego no fue lanzada antes de que el avión se estrellara.

Se determinó que el accidente probablemente se debió a las peligrosas condiciones climáticas, la cizalladura de viento en niveles bajos sobre el terreno y un aumento significativo del viento de cola en la zona, lo que provocó que la aeronave se inclinara y entrara en pérdida mientras desplegaba espuma retardante de fuego a baja altura y velocidad, lo que provocó el impacto.

- Oficina Australiana de Seguridad en el Transporte (ATSB)

### Hallazgos y recomendaciones

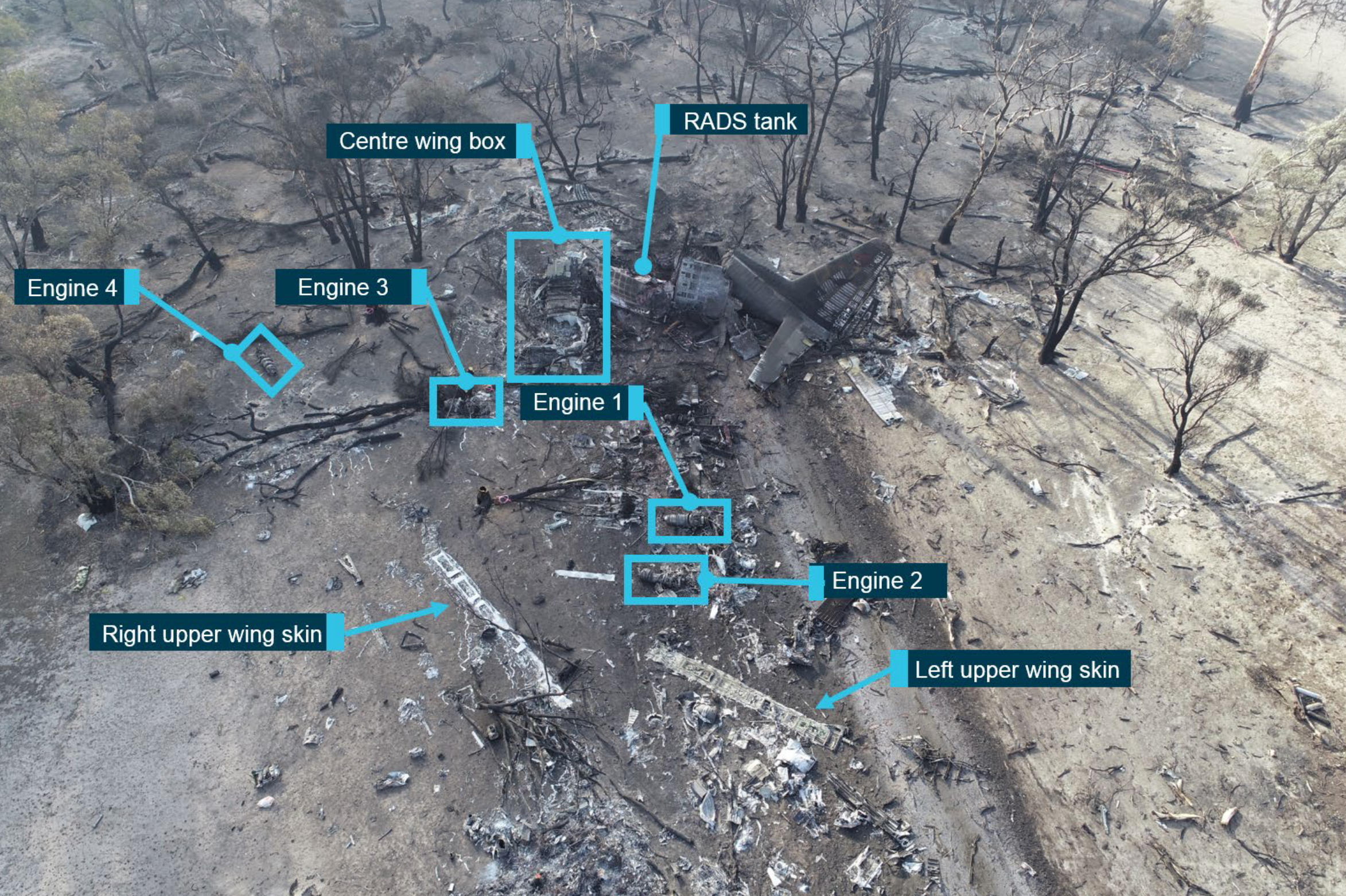
Principales componentes en el aérea del impacto del vuelo 134

La ATSB destacó varias cuestiones de seguridad y emitió una serie de recomendaciones en su informe final. La ATSB indicó que:
- El Servicio de Bomberos Rurales de Nueva Gales del Sur (NSW RFS) no tenía una política o procedimientos establecidos para gestionar las tareas aéreas de extinción de incendio, ni como comunicar información internamente o a otros pilotos trabajando en la misma área; recomendó que el NSW RFS estableciera dicha política.

- El NSW RFS tenía políticas y procedimientos limitados que describían los requisitos de supervisión aérea para grandes aviones cisterna pero no un procedimiento para el despliegue sin supervisión aérea, y recomendó que el NSW RFS estableciera dicha política.

- Los procedimientos del NSW RFS permitían a los operadores de aeronaves determinar cuándo sus pilotos eran capaces de realizar un maniobra inicial de extinción de incendios. Sin embargo, tenían la intención de que el piloto al mando estuviera certificado según el proceso de certificación del Servicio Forestal de Estados Unidos.

- Los procesos de gestión de riesgos por parte de Coulson Aviation no gestionaron adecuadamente los riesgos asociados con las operaciones de los aviones cisterna. No se realizaron evaluaciones de riesgos operacionales ni se mantuvo un registro de riesgos. Además, los informes de incidentes de seguridad se referían principalmente a problemas de mantenimiento o riesgos operacionales y no era probable que se los considerara o monitorizara. En general, esto limitó la capacidad para identificar e implementar políticas para reducir los riesgos asociados con sus operaciones aéreas en extinción de incendios.

- Coulson Aviation no incluía un procedimiento o escenario de recuperación de cizalladura del viento en el manual de vuelo del C-130 ni en el entrenamiento anual en simulador para garantizar que las tripulaciones respondieran rápidamente de manera consistente y correcta a cizalladuras del viento. Desde entonces, Coulson Aviation ha modificado sus manuales y entrenamiento en simulador para incluir procedimientos de recuperación es estos casos.

- La flota de aviones C-130 de Coulson Aviation no estaba equipada con un sistema de detección de cizalladura, lo que demoraba la respuesta al encontrarse con estas condiciones durante operaciones a baja altura. Coulson Aviation respondió afirmando que

A menos que haya evidencia de que el equipo de detección predictiva de cizalladura del viento proporcionara detección en la atmósfera extremadamente seca alrededor de los incendios... cualquier discusión sobre el equipo de detección predictiva de cizalladura del viento para este tipo de operaciones es irrelevante.

La ATSB reconoció que los sistemas de advertencia predictiva de cizalladura del viento pueden tener una eficacia reducida en entornos más secos. Sin embargo, también afirmó que el día del accidente, el sistema de cizalladura del viento en el vuelo 137 de Coulson Aviation se activó cuando operaba en condiciones ambientales similares a las que muy probablemente experimentó la tripulación del vuelo 134. La ATSB recomendó que Coulson Aviation considerara además la instalación de un sistema de detección de cizalladura del viento en su avión C-130 para minimizar el tiempo que tardan las tripulaciones en reconocer y responder a un encuentro, particularmente cuando operan a baja altura y baja velocidad.
- Coulson Aviation no proporcionó una evaluación de riesgos previa al vuelo para sus tripulaciones de aviones cisterna en extinción de incendios con criterios predefinidos para garantizar una toma de decisiones consistente y objetiva al aceptar o rechazar tareas, incluidos factores relacionados con la tripulación, el medio ambiente, la aeronave y presiones externas. La ATSB recomendó que Coulson Aviation incorporase factores externos previsibles en su herramienta de evaluación previa al vuelo para garantizar que las tripulaciones puedan evaluar de manera consistente el perfil de riesgo general de una tarea de despliegue contra incendios.

## Consecuencias
Tras el accidente y la investigación de la Oficina de Seguridad en el Transporte de Australia, Coulson Aviation incorporó un procedimiento de recuperación de cizalladura en sus manuales de vuelo del C-130 y en su entrenamiento de los pilotos en caso de encontrarse con una cizalladura mediante simuladores de vuelo. También se implementó una evaluación de riesgos previa al vuelo que debe completar el capitán antes de cualquier misión. También se introdujo un nuevo enfoque de gestión de riesgos de tres niveles, del «riesgo organizativo, operativo y táctico o de misión», que se utilizaría durante las próximas temporadas de incendios en Australia. Además, Coulson Aviation actualizó sus procedimientos previos al vuelo para incorporar una comprobación del sistema de grabación de voz de la cabina antes de cada vuelo para evitar que se desactive.
El Servicio de Bomberos Rurales de Nueva Gales del Sur, en respuesta al accidente, encargó un informe independiente sobre la gestión del espacio aéreo en el que operan los aviones en apoyo de los vuelos de extinción de incendios, formalizó y estableció la descripción de funciones de «large tanker aircraft coordinator» (coordinador de grandes aviones cisterna), que tiene ubicación en la Oficina Aérea del Estado en Australia, y realizó una auditoría, junto con los operadores y los pilotos calificados como capaces de desplegarse inicialmente y garantiza que el personal del Servicio de Bomberos Rurales de Nueva Gales del Sur pueda acceder a los registros apropiados. Además, llevó a cabo una investigación detallada para identificar las mejores prácticas a nivel nacional e internacional relacionadas con la cancelación de los vuelos en extinción de incendios y las políticas y procedimientos de supervisión aérea, así como con la capacitación y certificación de las maniobras iniciales para la extinción de incendios. También llevaron a cabo una revisión exhaustiva de la doctrina de aviación del Servicio de Bomberos Rurales de Nueva Gales del Sur para incorporar las lecciones de este incidente en sus políticas y procedimientos existentes.
Tras la muerte del capitán Ian McBeth, su familia estableció la Fundación Ian McBeth para apoyar a la Guardia Nacional de Montana, la Guardia Nacional de Wyoming y la comunidad de Wray, Colorado, que eran organizaciones importantes para el capitán McBeth.

## Dramatización
Este accidente fue presentado en el octavo episodio de la vigesimoquinta temporada de la serie documental de televisión canadiense Mayday: catástrofes aéreas, titulado "Bomba incendiaria", transmitido en National Geographic.